# Claremorris
Claremorris is een plaats in West-Ierland met ca. 4.000 inwoners. In het Iers heet de plaats Clár Clainne Mhuiris. Het ligt in het graafschap Mayo.
Een belangrijk bedrijf in Claremorris is Delta Dental. Dat is een Amerikaans bedrijf dat zich bezighoudt met verzekeringsclaims op het gebied van tandheelkunde.

## Vervoer
Het dorp heeft een station aan de spoorlijn tussen Dublin en Westport.